# جوایز لورل
جوایز لورل (به انگلیسی: Laurel Awards) یک نظام جایزه‌دهی در سینمای آمریکا بود که برای قدردانی از فیلم‌ها، بازیگران، تهیه‌کنندگان، کارگردانان و آهنگسازان تأسیس شد. این جایزه توسط مجلهٔ موشن پیکچر اکسهیبیتور ساخته شد و غیر از سال ۱۹۶۹، از سال ۱۹۴۸ تا ۱۹۷۱ اعطا می‌شد.